# 赫勒烏鄉
45°54′N 22°57′E / 45.900°N 22.950°E
赫勒烏鄉（羅馬尼亞語：Comuna Hărău, Hunedoara），是羅馬尼亞的鄉份，位於該國西部，由胡內多阿拉縣負責管轄，面積50平方公里，海拔高度391米，2007年人口2,027，人口密度每平方公里41人。